# 2006-os magyar atlétikai bajnokság
A 2006-os magyar atlétikai bajnokság a 111. bajnokság volt.

## Helyszínek
- téli dobóbajnokság: március 4., Veszprém; március 11. Iharos pálya
- 50 km gyaloglás: március 25., Gyűgy
- mezeifutás: március 26., Hajdúszoboszló
- maraton: április 9., Debrecen
- 20 km gyaloglás: április 23., Békéscsaba
- 10 000 m: május 12., Nyíregyháza
- hétpróba: június 10–11., Szilágyi út
- 10 km gyaloglás: június 10., Miskolc
- pályabajnokság: július 22–23., Debrecen
- félmaraton: szeptember 3., Budapest
- tízpróba, szeptember 16–17., Szilágyi út

## Eredmények

### Férfiak
| Versenyszám             | Arany                                                               | Arany    | Ezüst                                                               | Ezüst                            | Bronz                                                                 | Bronz                            |
| ----------------------- | ------------------------------------------------------------------- | -------- | ------------------------------------------------------------------- | -------------------------------- | --------------------------------------------------------------------- | -------------------------------- |
| 100 m                   | Németh Roland Soproni AC                                            | 10,28    | Dobos Gábor PMSE                                                    | 10,43                            | Szebeny Miklós Vasas                                                  | 10,46                            |
| 200 m                   | Szebeny Miklós Vasas                                                | 21,30    | Pásztor Gábor Ferencvárosi TC                                       | 21,45                            | Miklós Péter Bp. Honvéd                                               | 21,56                            |
| 400 m                   | Molnár Balázs Dunaújvárosi AC                                       | 47,53    | Bartha László MISI SC                                               | 47,57                            | Dezső Ákos Bp. Honvéd                                                 | 47,69                            |
| 800 m                   | Takács Dávid VEDAC                                                  | 1:53,25  | Kolesza Gergő Gödöllői EAC                                          | 1:53,35                          | Kazi Tamás TFSE                                                       | 1:53,80                          |
| 1500 m                  | Bene Barnabás PFK                                                   | 3:45,54  | Szemeti Péter Újpesti TE                                            | 3:46,59                          | Csillag Balázs AC Szekszárd                                           | 3:46,97                          |
| 5000 m                  | Bene Barnabás PFK                                                   | 14:19,05 | Csillag Balázs AC Szekszárd                                         | 14:24,23                         | Tóth László PFK                                                       | 14:25,58                         |
| 10 000 m                | Bene Barnabás PFK                                                   | 29:18,47 | Ott Balázs PFK                                                      | 29:24,84                         | Minczér Albert VEDAC                                                  | 29:25,40                         |
| 110 m gát               | Kiss Dániel Ikarus BSE                                              | 13,73    | Zsivoczky Attila DSC-SI                                             | 14,65                            | Käfer Levente KSI                                                     | 14,90                            |
| 400 m gát               | Molnár Balázs Dunaújvárosi AC                                       | 51,64    | Kasper István TFSE                                                  | 52,58                            | Agócs Zsolt KSI                                                       | 53,02                            |
| 3000 m akadály          | Ott Balázs PFK                                                      | 8:48,65  | Tóth László PFK                                                     | 8:51,07                          | Minczér Albert VEDAC                                                  | 9:13,79                          |
| 4 × 100 m               | Bárdics András Németh Gergely Németh Roland Lőrincz Imre Soproni AC | 40,85    | Varga Lóránt Resán Gergő Hochwart Imre Kujbus György NYVSC-Nyírsuli | 41,54                            | Gurmai Gergely Miklós Péter Maroshévizi Gergely Oláh Gábor Bp. Honvéd | 41,66                            |
| 4 × 400 m               | Kasper István Gaál György Kazi Tamás Borsányi Zoltán TFSE           | 3:13,92  | Dávid Zoltán Nagy Viktor Skoumal Péter Zsivoczky Attila DSC-SI      | 3:15,07                          | Tibola István Doma Csaba Kállay Dániel Takács Dávid VEDAC             | 3:18,00                          |
| magasugrás              | Boros László DSC-SI                                                 | 2,18 m   | Vaskó Zoltán Alba Regia AK                                          | 2,14 m                           | Szabó Róbert DSC-SI                                                   | 2,10 m                           |
| rúdugrás                | Szörényi Zoltán Gödöllői EAC                                        | 5,45 m   | Szabó Dezső KSI                                                     | 4,85 m                           | Skoumal Péter DSC-SI                                                  | 4,85 m                           |
| távolugrás              | Lőrincz Imre Soproni AC                                             | 7,59 m   | Babicz Pál Tatabányai SC                                            | 7,41 m                           | Skoumal Péter DSC-SI                                                  | 7,36 m                           |
| hármasugrás             | Tölgyesi Péter Dunakeszi VSE                                        | 15,68 m  | Farkas János DSC-SI                                                 | 15,25 m                          | Fejős Bence Ferencvárosi TC                                           | 15,21 m                          |
| súlylökés               | Kürthy Lajos Mohácsi TE                                             | 18,61 m  | Bíber Zsolt Szolnoki MÁV                                            | 17,61 m                          | Kovács Péter Ferencvárosi TC                                          | 17,17 m                          |
| diszkoszvetés           | Varga Roland Pécsi VSK                                              | 63,45 m  | Máté Gábor CSASE                                                    | 61,97 m                          | Kürthy Lajos Mohácsi TE                                               | 53,92 m                          |
| kalapácsvetés           | Pars Krisztián Dobó SE                                              | 80,23 m  | Németh Kristóf Dobó SE                                              | 69,17 m                          | Botfa Péter Haladás VSE                                               | 68,87 m                          |
| gerelyhajítás           | Olteán Csongor Alberirsai SE                                        | 73,38 m  | Patkó Dániel Szolnoki MÁV                                           | 72,30 m                          | Horváth Gergely Pécsi VSK                                             | 72,18 m                          |
| tízpróba                | Polónyi Tamás Szolnoki MÁV                                          | 7281     | Szabó Attila Debreceni SC-SI                                        | 7265                             | Skoumal Péter Debreceni SC-SI                                         | 7146                             |
| félmaraton              | Császi Kálmán Bp. Honvéd                                            | 1:37:43  | Mucsi Pécsi VSK                                                     | 1:34:33                          | Hóka Miklós MAC-Népstadion                                            | 1:21:19                          |
| félmaraton csapat       | Tóth Tamás Bogos Tamás Kovács Ádám MISI SC                          | 3:25:27  |                                                                     |                                  |                                                                       |                                  |
| maraton                 | Rezessy Gergely Vasas                                               | 2:24:30  | Hirt Márton Postás-Matáv SE                                         | 2:24:31                          | Tóth Tamás MISI SC                                                    | 2:24:38                          |
| maraton csapat          | Rezessy Gergely Zatykó Miklós Kustos Szabolcs Vasas                 | 7:23:55  | Zsódér Zsolt Horváth Béla Kovács Krisztián Hunyadi DSE              | 7:28:45                          | Vasas                                                                 | 7:42:18                          |
| mezeifutás 6 km         | Bene Barnabás Pécsi FK                                              | 17:43    | Csillag Balázs AC Szekszárd                                         | 17:46                            | Minczér Albert VEDAC                                                  | 17:53                            |
| mezeifutás 12 km        | Bene Barnabás Pécsi FK                                              | 37:37    | Ott Balázs Pécsi FK                                                 | 37:40                            | Freier Dávid Pécsi VSK                                                | 37:41                            |
| mezeifutás 6 km csapat  | Minczér Albert Búcsú Dénes Kurucz Balázs VEDAC                      | 25       | Tóth Tamás Kuttor Csaba Rendes Csaba MISI SC                        | 31                               | Bene Barnabás Kaltenecker Gábor Balázsi Dávid Pécsi FK                | 35                               |
| mezeifutás 12 km csapat | Bene Barnabás Ott Balázs Héder Patrik Pécsi FK                      | 17       | Vasas                                                               | 22                               | Tóth Tamás Bogos Tamás Kovács Ádám MISI SC                            | 35                               |
| 20 km gyaloglás         | Dudás Gyula Misi SC                                                 | 1:31:24  | Novák László Bp. Honvéd                                             | 1:31:25                          | Kapéri Levente Misi SC                                                | 1:34:17                          |
| 20 km gyaloglás csapat  | Novák László Rácz Sándor Csaba István Bp. Honvéd                    | 5:00:52  | Márta István Csont Attila Süle Zoltán Békéscsabai AC                | 5:04:35                          | Lengyel Gábor Fábián András Lengyel Ádám Szegedi VSE                  | 5:22:44                          |
| 50 km gyaloglás         | Czukor Zoltán Komló                                                 | 4:09:50  | Dudás Gyula Misi SC                                                 | 4:11:13                          | Novák László Bp. Honvéd                                               | 4:13:15                          |
| 50 km gyaloglás csapat  | Novák László Márton Attila Csaba István Bp. Honvéd                  | 15:21:38 | Több értékelhető csapat nem volt                                    | Több értékelhető csapat nem volt | Több értékelhető csapat nem volt                                      | Több értékelhető csapat nem volt |

### Nők
| Versenyszám            | Arany                                                                   | Arany      | Ezüst                                                                            | Ezüst                            | Bronz                                                                | Bronz                            |
| ---------------------- | ----------------------------------------------------------------------- | ---------- | -------------------------------------------------------------------------------- | -------------------------------- | -------------------------------------------------------------------- | -------------------------------- |
| 100 m                  | Vári Edit BEAC                                                          | 11,95      | Rózsa Zsófia Bp. Honvéd                                                          | 12,20                            | Nyusa Viktória Alba Regia AK                                         | 12,30                            |
| 200 m                  | Listár Nikolett Alba Regia AK                                           | 23,96      | Nyusa Viktória Alba Regia AK                                                     | 24,98                            | Rózsa Zsófia Bp. Honvéd                                              | 25,01                            |
| 400 m                  | Petráhn Barbara Zalaegerszegi AC                                        | 52,19      | Varga Bianka Bp. Honvéd                                                          | 55,35                            | Nemes Rita MISI SC                                                   | 55,95                            |
| 800 m                  | Bozzay Boglárka VEDAC                                                   | 2:10,49    | Nemes Rita MISI SC                                                               | 2:11,74                          | Bolyki Andrea PMSE                                                   | 2:12,03                          |
| 1500 m                 | Papp Krisztina Újpesti TE                                               | 4:13,27    | Bozzay Boglárka VEDAC                                                            | 4:31,70                          | Staicu Simona MISI SC                                                | 4:32,73                          |
| 5000 m                 | Staicu Simona MISI SC                                                   | 16:46,32   | Erdélyi Zsófia Gödöllői EAC                                                      | 17:07,61                         | Kostyál Ágnes ORTRI                                                  | 17:39,86                         |
| 10 000 m               | Papp Krisztina Újpesti TE                                               | 32:53,20   | Rakonczai Beáta Nyíregyházi VSC                                                  | 33:22,87                         | Staicu Simona MISI SC                                                | 33:50,63                         |
| 100 m gát              | Vári Edit BEAC                                                          | 13,71      | Juhász Fanni Újpesti TE                                                          | 14,32                            | Demeter Klaudia KVDSE                                                | 14,51                            |
| 400 m gát              | Skoumal Réka Marathon AC                                                | 59,84      | Meixner Mónika TFSE                                                              | 60,57                            | Farsang Evelin VEDAC                                                 | 60,75                            |
| 3000 m akadály         | Erdélyi Eszter Újpesti TE                                               | 10:10,43   | Erdélyi Zsófia Gödöllői EAC                                                      | 10:13,97                         | Nagy Mónika VEDAC                                                    | 11:06,69                         |
| 4 × 100 m              | Turcsik Katalin Listár Nikolett Hegyi Dóra Nyusa Viktória Alba Regia AK | 46,76      | Grósz Adrienn Varga Bianka Doma Zdenka Rózsa Zsófia Bp. Honvéd                   | 47,38                            | Végvári Dóra Vágó Mónika Farkas Szilvia Bobcsek Emese Gödöllői EAC   | 48,42                            |
| 4 × 400 m              | Rózsa Zsófia Doma Zdenka Szakács Enikő Varga Bianka Bp. Honvéd          | 3:45,81    | Listár Nikolett Rittler Alexandra Varga Fruzsina Zsigovics Natália Alba Regia AK | 3:52,13                          | Suskó Vivien Szűcs Barbara Szász Gréta Vasvári Vivien NYVSC-Nyírsuli | 3:52,62                          |
| magasugrás             | Győrffy Dóra DSC-SI                                                     | 1,90 m     | Szabó Barbara Újpesti TE                                                         | 1,79 m                           | Babos Rita Győri Dózsa                                               | 1,79 m                           |
| rúdugrás               | Molnár Krisztina Újpesti TE                                             | 4,40 m     | Olgyay-Szabó Zsuzsanna Bp. Honvéd                                                | 4,00 m                           | Hipeller Éva TFSE                                                    | 3,40 m                           |
| távolugrás             | Vaszi Tünde PMSE                                                        | 6,53 m     | Ajkler Zita Vasas                                                                | 6,38 m                           | Deák Katalin ferencvárosi TC                                         | 6,38 m                           |
| hármasugrás            | Ajkler Zita Vasas                                                       | 13,66 m    | Óvári Zita Szolnoki MÁV                                                          | 13,12 m                          | Babos Rita Győri Dózsa                                               | 12,93 m                          |
| súlylökés              | Márton Anita Szegedi VSE                                                | 14,88 m    | Divós Katalin Dobó SE                                                            | 14,10 m                          | Máté Katalin CSASE                                                   | 13,67 m                          |
| diszkoszvetés          | Máté Katalin CSASE                                                      | 50,51 m    | Márton Anita Szegedi VSE                                                         | 50,45 m                          | Divós Katalin Dobó SE                                                | 48,70 m                          |
| kalapácsvetés          | Orbán Éva VEDAC                                                         | 63,73 m    | Nickl Vanda Dobó SE                                                              | 63,37 m                          | Divós Katalin Dobó SE                                                | 62,18 m                          |
| gerelyhajítás          | Frajka Xénia Sportiskola SE                                             | 52,85 m    | Szabó Nikolett Ferencvárosi TC                                                   | 51,47 m                          | Máté Katalin CSASE                                                   | 45,60 m                          |
| hétpróba               | Ajkler Zita Vasas                                                       | 5225       | Adamik Anna Kecskeméti ARC                                                       | 5111                             | Skoumal Réka Marathon AC                                             | 5071                             |
| félmaraton             | Staicu Simona MISI SC                                                   | 1:12:08    | Rakonczai Beáta NYVSC-Nyírsuli                                                   | 1:14:22                          | Teveli Petra Újpesti TE                                              | 1:17:24                          |
| félmaraton csapat      | Gyurkó Fanni Márkly Anna Takács Andrea Vasas                            | 4:15:14    |                                                                                  |                                  |                                                                      |                                  |
| maraton                | Teveli Petra Újpesti TE                                                 | 2:43:06    | Kovács Ida VEDAC                                                                 | 2:43:34,                         | Farkas Katalin MISI SC                                               | 2:44:11                          |
| maraton csapat         | Kovács Ida Szabó Andrea Lennertné Auerbach Szilvia VEDAC                | 8:53:49    | Bp. Honvéd                                                                       | 9:32:21                          | VEDAC                                                                | 11:19:44                         |
| mezeifutás 6 km        | Papp Krisztina Újpesti TE                                               | 19:54      | Teveli Petra Újpesti TE                                                          | 20:22                            | Erdélyi Eszter Újpesti TE                                            | 21:21                            |
| mezeifutás 6 km csapat | Papp Krisztina Teveli Petra Erdélyi Eszter Újpesti TE                   | 6          | Brassay Réka Kelemen Bernadett Besenyeiné Takács Magdolna VEDAC                  | 31                               | Vasas                                                                | 36                               |
| 10 km gyaloglás        | Ilyés Ildikó Alba Regia AK                                              | 48:37,70   | Kernács Krisztina Bp Honvéd                                                      | 48:45,44                         | Nemere Dóra Bp Honvéd                                                | 49:33,15                         |
| 10 km gyaloglás csapat | Kernács Krisztina Nemere Dóra Madarász Viktória Bp Honvéd               | 2:28:02,34 | Kardos Cecília Gerendás Eszter Hadnagy Viktória BEAC                             | 2:36:37,18                       | Mészáros Anita Erdős Ivett Bajnai Eszter Bp Honvéd                   | 2:38:00,25                       |
| 20 km gyaloglás        | Nemere Dóra Bp. Honvéd                                                  | 1:45:29    | Ilyés Ildikó Alba Regia AK                                                       | 1:46:00                          | Kovács Andrea TFSE                                                   | 1:46:59                          |
| 20 km gyaloglás csapat | Nemere Dóra Madarász Viktória Kernács Krisztina Bp. Honvéd              | 5:24:24    | Több értékelhető csapat nem volt                                                 | Több értékelhető csapat nem volt | Több értékelhető csapat nem volt                                     | Több értékelhető csapat nem volt |

## Téli dobóbajnokság
Férfiak
| Versenyszám   | Arany                     | Arany   | Ezüst                         | Ezüst   | Bronz                    | Bronz   |
| ------------- | ------------------------- | ------- | ----------------------------- | ------- | ------------------------ | ------- |
| diszkoszvetés | Varga Roland Pécsi VSK    | 59,03 m | Kürthy Lajos Mohácsi TE       | 48,18   | Pars Krisztián Dobó SE   | 48,09 m |
| kalapácsvetés | Pars Krisztián Dobó SE    | 77,83 m | Botfa Péter Haladás VSE       | 71,65 m | Németh Kristóf Dobó SE   | 66,20 m |
| gerelyhajítás | Patkó Dániel Szolnoki MÁV | 67,17 m | Olteán Csongor Albertirsai SE | 66,00 m | Takács Endre Mezőtúr VSI | 61,84 m |

Nők
| Versenyszám   | Arany                     | Arany   | Ezüst                        | Ezüst   | Bronz                       | Bronz   |
| ------------- | ------------------------- | ------- | ---------------------------- | ------- | --------------------------- | ------- |
| diszkoszvetés | Márton Anita Szegedi VSE  | 43,41 m | Császár Katalin Haladás VSE  | 43,11 m | Divós Katalin Dobó SE       | 42,63 m |
| kalapácsvetés | Nickl Vanda Dobó SE       | 63,22 m | Németh Noémi Dobó S          | 59,53 m | Lévai Dóra VEDAC            | 56,54 m |
| gerelyhajítás | Márkus Éva NYVSC-Nyírsuli | 43,11 m | Kozma Edina Szombathelyi FSE | 41,06 m | Kovács Eszter Tatabányai SC | 41,05 m |